# Fear Itself (serie de televisión)
Fear Itself (En España Terror en estado puro) es una serie de televisión de horror/suspenso filmada en la ciudad de Edmonton, Alberta, Canadá, con algunas tomas en la ciudad de St. Albert y el pueblo de Devon, Alberta. Comenzó a transmitirse el 5 de junio de 2008, por la cadena NBC en Estados Unidos. Fear Itself es la sucesora espiritual de la anterior antología de terror Masters of Horror.
Fue llamada así debido a la famosa cita de Franklin D. Roosevelt: «The only thing we have to fear is fear itself» que se traduciría como: «A lo único que hay que temer es al miedo mismo». La canción al inicio de cada episodio se llama «Lie, Lie, Lie» de Serj Tankian, la cual puede encontrarse en el primer disco como solista Elect the Dead.
En España la serie fue emitida por el canal Cuatro y en Buzz y se le conoce como Terror en estado puro, y en México como El miedo mismo y La cara del miedo. La serie consta de 13 capítulos cuyas historias son totalmente diferentes.

## Guía de episodios
| Episodio | Director            | Título                                                  | Fecha de emisión (EE.UU.) | Elenco |
| -------- | ------------------- | ------------------------------------------------------- | ------------------------- | --- |
| 1        | Breck Eisner        | Sacrificio (The sacrifice)                              | 5 de junio de 2008        | Jeffrey Pierce; Jesse Plemons; Rachel Miner; Mircea Monroe; Stephen Martines                                         |
| 2        | Brad Anderson       | Aterrorizado (Spooked)                                  | 12 de junio de 2008       | Eric Roberts; Cynthia Watros; Jack Noseworthy; Larry Gilliard Jr.                                                    |
| 3        | Ronny Yu            | Hombre de familia (Family man)                          | 19 de junio de 2008       | Clifton Collins Jr.; Colin Ferguson; Josie Rebecca Davis; Stephen Lobo; Brent Stait                                  |
| 4        | John Landis         | En la salud y la enfermedad (In Sickness and in Health) | 26 de junio de 2008       | Maggie Lawson; James Roday; Marshall Bell; Sonja Bennett; William B. Davis                                           |
| 5        | Stuart Gordon       | El devorador (Eater)                                    | 3 de julio de 2008        | Elisabeth Moss; Russell Hornsby; Stephen Lee; Stephen R. Hart; Pablo Schreiber                                       |
| 6        | Darren Lynn Bousman | Año Nuevo (New Year's Day)                              | 17 de julio de 2008       | Briana Evigan; Niall Matter; Zulay Henao; Cory Monteith                                                              |
| 7        | Mary Harron         | Comunidad (Community)                                   | 24 de julio de 2008       | Brandon Routh; Shiri Appleby; Barbara Tyson; John Billingsley; Charlie Hofheimer; Brooklyn Sudano; Bonita Friedericy |
| 8        | Larry Fessenden     | Estar en los huesos (Skin & Bones)                      | 31 de julio de 2008       | John Pyper-Ferguson; Molly Hagan; Doug Jones; Gordon Tootoosis; Brett Dier; Cole Heppell                             |
| 9        | Ernest Dickerson    | Algo con mordida (Something With Bite)                  | 4 de junio de 2009        | Wendell Pierce; Paula Jai Parker-Martin; George Buza; Gillian Barber; Kailin See; Fulvio Cecere                      |
| 10       | Rupert Wainwright   | Ecos (Echoes)                                           | 11 de junio de 2009       | Aaron Stanford; Eric Balfour; Camille Guaty; Gerard Plunkett                                                         |
| 11       | John Dahl           | Chance (Chance)                                         | 18 de junio de 2009       | Ethan Embry; Vondie Curtis Hall                                                                                      |
| 12       | Rob Schmidt         | La caja de los espíritus (The Spirit Box)               | 25 de junio de 2009       | Anna Kendrick; Martin Donovan; Jessica Parker Kennedy; Mark Pellegrino                                               |
| 13       | Eduardo Rodriguez   | El círculo (The Circle)                                 | 2 de julio de 2009        | Johnathon Schaech; Ashley Scott; Victoria Pratt; Melanie Nicholls-King; Sarah Deakins; Eric Keenleyside              |